# Soha nem találkoztam a halottal (Family Guy)
A Soha nem találkoztam a halottal (angolul I Never Met the Dead Man, további ismert magyar címe: Soha ne találkozz a halottakkal!) Family Guy első évadjának második része, melyet az amerikai FOX csatorna mutatott be 1999. április 11-én, több mint két hónappal az első epizód után. Magyarországon a Comedy Central mutatta be 2008. október 2-án.
|  | Alább a cselekmény részletei következnek! |

## Cselekmény
Lois dühös Peterre, mert egyfolytában a tévét bámulja, ahelyett, hogy a családjával törődne. Ezért azt ajánlja neki, hogy tanítsa meg Meget vezetni. Peter kényszeredetten beleegyezik, de butaságokat tanít, ami miatt Megnek nem sikerül letennie a jogosítványhoz szükséges vizsgát. Miközben hazafelé tartanak, Peter az autóval telibe találja Quahog tévés átjátszóantennáját, aminek köszönhetően az egész városban nincs tévé. Közben Stewie azon munkálkodik, hogy a számára visszataszító brokkolitól megszabaduljon.
Peter, hogy megússza a balhét, azzal ámítja Meget, hogy ha azt mondja mindenkinek, hogy ő okozta a balesetet, akkor vesz neki egy kocsit, ha meglesz a jogsija. A baleset helyszínéről Stewie ellop egy parabolaantennát, amivel átjátszót építhet a brokkolit elpusztító időjárás-módosító gépezethez. Peter tévéelvonási tüneteket produkál. Egy dobozt erősít a fejére, amit középen kivág, és amit lát, arra azt hiszi, hogy tévéműsor. Meg megbotránkozik, és mindenki előtt bevallja, hogy valójában Peter okozta a balesetet.
Lois megmenti Petert a népharagtól. Peter ezután rájön, hogy mennyi hasznos időtöltést lehetne még találni a tévén kívül. Csakhogy az egész család majd belerokkan abba, hogy Peter mindenféle programokat szervez nekik. Ezért helyettük inkább William Shatnerrel lóg.
Stewie gépezete hatalmas vihart kelt. Az éppen vezető Meg véletlenül elsodorja Shatnert és Petert is. Peter kórházba kerül, ahol kénytelen egész nap a tévét bámulni.

## Érdekességek
- Amikor Peter és Lois az ágyban vannak, Peter szemüvege eltűnik a jelenet alatt.
- Ebben a részben tudjuk meg, hogy Quagmire pilóta.
- Az epizód elején amikor Peter és Meg tévét néznek, akkor a tévén éppen nincs adás.

## Külső hivatkozások
- Soha nem találkoztam a halottal az Internet Movie Database-ben (angolul)
- Soha nem találkoztam a halottal a Rotten Tomatoeson (angolul)
- Soha nem találkoztam a halottal a Box Office Mojón (angolul)